# Manzanar
Manzanar War Relocation Center eller blot Manzanar var en af USA's ti interneringslejre under 2. Verdenskrig i årene 1942-1945, hvor der skete internering af japansk-amerikanere, der blev betragtet som en sikkerhedsrisiko ("Enemy Alien"). Lejren ligger ved Sierra Nevada i Owens Valley i Californien mellem byerne Lone Pine i den sydlige del og Independence mod nord, cirka 370 km nord for Los Angeles. Mere end 110.000 japansk-amerikanere blev fængslet i løbet af 2. Verdenskrig fra december 1942 til 1945. Manzanar (som betyder æbleplantage på spansk), blev identificeret af USA National Park Service som den af de tidlige interneringslejre, der er bedst bevaret. Den er i dag omdannet til Manzanar National Historic Site, der bevarer og fortolker den arv, som interneringerne af japansk-amerikanere i USA har efterladt. 
Længe før de første fængslede ankom i marts 1942, var Manzanar hjem for de oprindelige amerikanere i USA, der primært boede i landsbyer tæt ved åer i området. Ranchers og minearbejdere etablerede formelt byen i 1910, men forlod byen i 1929 efter, at Los Angeles købte vandrettigheder i stort set hele området. Trods gruppernes forskelle viser deres historie en fælles tråd af tvangsflytninger.
Siden de sidste fængslede forlod byen i 1945 har tidligere fængslede sammen med andre arbejdet sammen om at bevare Manzanar og skabe et historisk mindesmærke for at sikre, at stedets historie bevares sammen med historierne om dem, der blev uretfærdigt fængslet. The primære fokus er fængslingsområdet for de japansk-amerikanske fanger.

## Terminologi
Siden slutningen af 2. Verdenskrig har der været debat om den terminologi, der anvendes til at henvise til Manzanar og de andre lejre, hvor japanske-amerikanere og deres indvandrerforældre blev fængslet af den amerikanske regering under krigen. Manzanar er blevet omtalt som et "krigsrelokationslejr", "relokationslejr," "relokationscenter," "interneringslejr" og "koncentrationslejr". Polemikken over hvilket begreb, der er det mest præcise og relevante fortsætter den dag i dag.